# Julius Fritzner
Julius Fritzner (* 28. Dezember 1828 in Skjeberg; † 12. Februar 1882 in Kristiania heute Oslo) war der Gründer des bis heute prestigeträchtigsten Hotels von Oslo.

## Leben
Fritzner war das zweitjüngste von sechs Geschwistern, lernte Konditor und eröffnete 1861 eine Konditorei in Kristiania. In der Folge wurde er Geschäftsführer des Cafés einer Freimaurerloge und baute wertvolle Kontakte auf. 1873 durfte er die kulinarischen Aktivitäten der Krönung König Oskars II. ausrichten. 1874 eröffnete er das Grand Café und Grand Hotel auf der damals vom Stadtzentrum noch etwas entfernten heutigen Karl Johans gate. Nach seinem Tod wurde sein Sohn Christian sein Nachfolger.